# Machine Gun Kelly
Colson Baker (født 22. april 1990), kendt under sit kunstnernavn Machine Gun Kelly (MGK), er en amerikansk rapper, sanger og skuespiller. Han er kendt for sin kompositoriske blanding af moderne og alternativ hiphop med rock.
Machine Gun Kelly udgav fire mixtapes mellem 2007 og 2010, før han skrev kontrakt med Bad Boy Records. Han udgav sit debutstudiealbum Lace Up, i 2012, som blev nummer fire på den amerikanske Billboard 200. Det indeholdt hans gennembruds-single "Wild Boy" (med Waka Flocka Flame). Hans andet og tredje album, General Admission (2015) og Bloom (2017), opnåede tilsvarende kommerciel succes; sidstnævnte indeholdt bl.a. singlen " Bad Things " (med Camila Cabello), som blev nummer 4 på Billboard Hot 100 . Hans fjerde album, Hotel Diablo (2019), bød på rap rock.
Machine Gun Kelly udgav sit femte album Tickets to My Downfall i 2020; det markerede en fuldstændig afgang fra hiphop og bød i stedet på pop-punk. Albummet startede som nummer et på Billboard 200 som det eneste rockalbum det år, og indeholdt singlen "My Ex's Best Friend", som opnåede at blive nummer 20 på Hot 100.
Som skuespiller havde Machine Gun Kelly sin første hovedrolle i det romantiske drama Beyond the Lights (2014), og optrådte siden i techno-thrilleren Nerve (2016), gyseren Bird Box (2018), komedien Big Time Adolescence og i rollen som Tommy Lee i den biografiske film The Dirt (begge 2019).

## Musikalsk stil og indflydelse
Bakers musikalske stil er hovedsageligt blevet beskrevet som hiphop, pop-rap, og rap rock. Hans femte album, Tickets to My Downfall, markerede en ændring i lyden og er blevet beskrevet som pop-punk. 
Baker nævner DMX og Eminem som musikpåvirkninger, ligesom han lyttede til rockbandene Guns N' Roses og Blink-182 i sin ungdom. Baker nævner disse rap- og rockkunstnere som store musikalske påvirkninger. I et interview, der diskuterede hans samarbejde med DMX, kaldte Baker rapperen for sit idol. Han sagde også, at DMX' musik hjalp ham gennem hans problemer, mens han voksede op, især mobning.

## Skuespillerkarriere
Baker fik sin filmdebut i Beyond the Lights (2014), et romantisk drama, hvor han spillede en "overfladisk, selvvigtig" rapper ved navn Kid Culprit. I 2016 medvirkede han i yderligere fire film i forskellige genrer, herunder The Land, et drama fra Cleveland produceret af rapperen Nas. Samme år havde han en rolle i Showtime--komedie-dramaserien Roadies som Wes, en tidligere Pearl Jam-roadie. Han spillede Felix i Netflix-filmen Bird Box (2018) og portrætterede trommeslageren Tommy Lee i The Dirt, et Netflix-drama fra 2019 om Mötley Crüe.

## Diskografi
Studiealbum
- Lace Up (2012)
- General Admission (2015)
- Bloom (2017)
- Hotel Diablo (2019)
- Tickets to My Downfall (2020)[10]
- Mainstream sellout (2022)[11]

## Filmografi
I filmroller er han krediteret som Colson Baker, medmindre andet er angivet.
| År   | Titel                       | Rolle                    | Noter                             |
| ---- | --------------------------- | ------------------------ | --------------------------------- |
| 2014 | Beyond the Lights           | Kid Synder               | Krediteret som Colson 'MGK' Baker |
| 2016 | Punk's dead                 | Krak                     | Krediteret som Colson 'MGK' Baker |
| 2016 | Nerve                       | Ty                       |                                   |
| 2016 | Viral                       | CJ                       |                                   |
| 2016 | The Land                    | Glat                     | Også co-executive producer        |
| 2018 | Bird Box                    | Felix                    |                                   |
| 2019 | Big Time Adolescence        | Nick                     |                                   |
| 2019 | Captive State               | Jurgis                   |                                   |
| 2019 | The Dirt                    | Tommy Lee                |                                   |
| 2020 | The King of Staten Island   | Ejer af tatoveringsbutik |                                   |
| 2020 | Project Power               | Newt                     |                                   |
| 2021 | The Last Son of Isaac Lemay |                          |                                   |
| 2021 | Midnight in the Switchgrass |                          |                                   |
| 2022 | Jackass Forever             | Ham selv                 | Gæsteoptræden                     |
| TBA  | One Way                     | Freddy                   |                                   |
| TBA  | Mourning with a U           | TBA                      | Også instruktør                   |